# Sverre Isachsen
Sverre Isachsen (ur. 11 listopada 1970) – norweski kierowca rallycrossowy.

## Kariera
Isachsen rozpoczął swoją motosportową karierę w 1989 roku. W 1999 oraz 2000 sięgnął po tytuł Rallycrossowego mistrza Norwegii. W 2002 roku zadebiutował w rallycrossowych mistrzostwach Europy. Sezon 2004 zakończył na siódmym miejscu, wywalczył także tytuł mistrza Norwegii. W kolejnym roku był trzeci. W latach 2006–2007 kończył mistrzostwa na czwartym miejscu. W 2009 został mistrzem Europy, a w 2010 powtórzył ten sukces zdobywając także tytuł mistrza krajów Nordyckich oraz mistrza Norwegii. W 2011 po raz trzeci został mistrzem Europy.
W 2012 przeniósł się do USA, gdzie w zespole Subaru Puma Rallycross Team USA zadebiutował w  Global RallyCross Championship. Podczas rozgrywanej na torze rundy w Los Angeles rozgrywanej w ramach X-Games zajął 10 miejsce. Jego najlepszym wynikiem w sezonie było trzecie miejsce wywalczone w Las Vegas. Sezon zakończył na 9 miejscu w klasyfikacji generalnej.
Kolejny sezon zespół rozpoczął od podwójnej rundy w Monachium. Pierwszego dnia Norweg zajął 17 miejsce, natomiast drugiego był ósmy. Na X Games przekroczył linię mety, jako trzeci, a wynik ten powtórzył w kolejnej rundzie rozgrywanej na torze Atlanta Motor Speedway. Był te jego najlepszy wynik w sezonie. W klasyfikacji generalnej zajął siódme miejsce z dorobkiem 86 punktów.
W 2014 seria rozpoczęła zmagania rundą na Barbadosie będącą jedną z imprez towarzyszących Top Gear Festival. Isachsen zajął w tych zawodach 6 miejsce. Zmagania na X Games zakończył w ćwierćfinale, gdy po kolizji z Nelsonem Piquetem Juniorem uszkodzeniu uległ jego samochód. W Charlotte zajął drugą pozycję.  Podczas przedostatniej rundy w Seattle wywalczył swoje pierwsze w karierze zwycięstwo w GRC.  W klasyfikacji generalnej zdobył 280 punktów zapewniających mu piąte miejsce w klasyfikacji generalnej.

## Wyniki w Global RallyCross
| Legenda oznaczeń w tabelach wyników Wyświetl szablon na nowej stronie | Legenda oznaczeń w tabelach wyników Wyświetl szablon na nowej stronie                                                                     |
| Oznaczenie                                                            | Wyjaśnienie |
| --------------------------------------------------------------------- | --- |
| Złoty                                                                 | Zwycięzca lub mistrzostwo |
| Srebrny                                                               | 2. miejsce lub wicemistrzostwo |
| Brązowy                                                               | 3. miejsce lub II wicemistrzostwo |
| Zielony                                                               | Ukończył, punktował (w klasyfikacji generalnej, gdy zdobył co najmniej jeden punkt na przestrzeni sezonu, poza trzema powyższymi opcjami) |
| Niebieski                                                             | Ukończył, nie punktował (w klasyfikacji generalnej, gdy nie zdobył co najmniej jednego punktu na przestrzeni sezonu)                      |
| Czerwony                                                              | Nie zakwalifikował się (NZ) |
| Czerwony                                                              | Nie prekwalifikował się (NPK) |
| Różowy                                                                | Nie ukończył (NU) |
| Różowy                                                                | Niesklasyfikowany (NS) (w klasyfikacji generalnej, gdy nie został sklasyfikowany w żadnym wyścigu sezonu)                                 |
| Czarny                                                                | Zdyskwalifikowany (DK) |
| Czarny                                                                | Wykluczony (WYK/EX) |
| Biały                                                                 | Nie wystartował (NW) |
| Biały                                                                 | Kontuzjowany (K/INJ) |
| Biały                                                                 | Wyścig odwołany (OD/C) |
| Bez koloru                                                            | Został wycofany (WYC/WD) |
| Bez koloru                                                            | Nie przybył (NP/DNA) |
| Bez koloru                                                            | Nie brał udziału w treningach (NT/DNP) |
| Bez koloru                                                            | Nie został zgłoszony (–) |
| Pogrubienie                                                           | Start z pole position |
| Kursywa                                                               | Najszybsze okrążenie wyścigu |
| †                                                                     | Nie ukończył, ale jego rezultat został zaliczony ze względu na przejechanie więcej niż 90% dystansu wyścigu.                              |
| *                                                                     | Sezon w trakcie |
| 1/2/3                                                                 | Punktowana pozycja w sprincie kwalifikacyjnym                                                                                             |
| Lista systemów punktacji Formuły 1                                    | |

| 2012 | Subaru Puma Rallycross Team USA | Subaru Impreza | CHA 12 | TEX 10  | LA 10  | NH 13 | LVS 3 | LVC 12 |        |       |       |      | 40  | 9 |
| 2013 | Subaru Puma Rallycross Team USA | Subaru Impreza | FOZ    | MON1 17 | MON2 8 | NH 6  | BRI 4 | LA 3   | ATL 3  | CHA 8 | LVV 5 |      | 86  | 7 |
| 2014 | Subaru Puma Rallycross Team USA | Subaru Impreza | BAR 6  | AUS ?   | WAS 10 | NJO 8 | CHA 2 | DAY 5  | LA1 10 | LA2 4 | SEA 1 | LV 5 | 280 | 5 |